# Weener
Weener är en stad i distriktet Leer i det historiska landskapet Ostfriesland i den tyska delstaten Niedersachsen. Weener ligger vid floden Ems och utgör centrum i den tyska delen av det historiska området Rheiderland.

## Geografi
Weener ligger i Rheiderland som är ett mycket låglänt område nära Nordsjökusten och havsviken Dollart. Området består mestadels av marskland och ligger delvis under havsnivån.
Weener gränsar till kommunerna Bunde, Jemgum, Leer och Westoverledingen i distriktet Leer och kommunerna Papenburg och Rhede i Emsland. Weener består av nio stadsdelar.

## Historia
Weener omnämndes första gången år 951. En av stadens äldsta byggnader är Georgskyrkan från år 1230. I samband med att hamnen byggdes ut runt år 1570 blev Weener en viktig handelsort. Under trettioåriga kriget förstördes Weener och runt 1650 hade Weener endast 300 invånare.
Under 1600- och 1700-talen upplevde Weener en ekonomisk blomstringstid, framför allt på grund av hästhandel. Vid sidan av Emden blev Weener en av de ledande handelsorterna i Ostfriesland. I slutet av 1700-talet avstannade den ekonomiska utvecklingen. År 1807 överlät Preussen området till Frankrike, men redan 1813 blev området tyskt igen, denna gång som en del av kungariket Hannover. Handeln och sjöfarten fortsatte att minska och hamnen stängdes. År 1866 kom Weener att åter bli en del av Preussen.
År 1876 kom järnvägen mellan Emden och Münster till Weener. År 1929 fick Weener stadsrättigheter och befolkningen ökade. Genom kommunreformen 1973 kom ett antal omkringliggande kommuner att slås samman med Weener. År 2007 hade staden 15.800 invånare.

## Korskyrkan i Stapelmoor
Korskyrkan i stadsdelen Stapelmoor är från 1200-talet. Den är formad som ett Andreaskors och har ingen rät vinkel. Interiört har stora delar av de medeltida målningarna bevarats. Dopfunten är från tidigt 1200-tal och altaret från 1600. Orgeln är från 1994. Prästgården byggdes 1429 och är en av de äldsta prästgårdarna i Tyskland som fortfarande är bebodd.

## Näringsliv
I Weener finns en järnvägsstaten för tåg på sträckan Leer–Groningen. Motorvägen A31 går längs stadsgränsen.

## Bilder
|                       |
| Gamla hamnen i Weener |

|                         |
| Korskyrkan i Stapelmoor |

|                              |
| Judiska kyrkogården i Weener |

|                       |
| Georgskyrkan i Weener |

|                                 |
| Området kring järnvägsstationen |